# Oostenrijk op het Eurovisiesongfestival 1994
Oostenrijk nam deel aan het  Eurovisiesongfestival 1994, gehouden  in Dublin, Ierland. Het was de 33ste deelname van het land aan het festival.

## Selectieprocedure
Op 8 maart 1994 vond een show plaats in de tv-studio's van ORF en deze werd gepresenteerd door Alfons Haider.
Tijdens deze show werden acht kandidaten voorgesteld die hun lied brachten.
De uiteindelijke winnaar werd gekozen door 9 regionale jury's.

| Volgorde | Artiest             | Lied                       | Punten | Plaats |
| -------- | ------------------- | -------------------------- | ------ | ------ |
| 1        | Three Girl Madhouse | "Solitaire"                | 49     | 2de    |
| 2        | Simone              | "Radio"                    | 32     | 4de    |
| 3        | Petra Frey          | "Für den Frieden der Welt" | 57     | 1ste   |
| 4        | Carl Peyer          | "Du und I"                 | 33     | 3de    |
| 5        | Jane Palmer         | "Flieg heute Nacht"        | 20     | 5de    |
| 6        | Etta Scollo         | "Amico Pierre"             | 8      | 7de    |
| 7        | Alex                | "Highway"                  | 13     | 6de    |
| 8        | Marc Berry          | "Swingin' out"             | 4      | 8ste   |

## In Dublin
Op het festival in Ierland moest Oostenrijk aantreden als 20ste, na Griekenland en voor Spanje. Na het afsluiten van de stemmen bleek dat Petra Frey op een 17de plaats was geëindigd met 19 punten.
Nederland had geen punten over voor deze inzending en België deed niet mee in 1994.

### Gekregen punten

#### Finale
| 12 punten               | 10 punten | 8 punten              | 7 punten  | 6 punten            |
| ----------------------- | --------- | --------------------- | --------- | ------------------- |
|                         |           |                       | - Cyprus  |                     |
| 5 punten                | 4 punten  | 3 punten              | 2 punten  | 1 punt              |
| - Bosnië en Herzegovina |           | - Verenigd Koninkrijk | - Kroatië | - Roemenië - Zweden |

### Punten gegeven door Oostenrijk

#### Finale
Punten gegeven in de finale:
| 12 punten | Polen               |
| 10 punten | Ierland             |
| 8 punten  | Hongarije           |
| 7 punten  | Frankrijk           |
| 6 punten  | Rusland             |
| 5 punten  | Zweden              |
| 4 punten  | Nederland           |
| 3 punten  | IJsland             |
| 2 punten  | Duitsland           |
| 1 punt    | Verenigd Koninkrijk |

1957 · 1958 · 1959 · 1960 · 1961 · 1962 · 1963 · 1964 · 1965 · 1966 · 1967 · 1968 · 1969-1970 · 1971 · 1972 · 1973-1975 · 1976 · 1977 · 1978 · 1979 · 1980 · 1981 · 1982 · 1983 · 1984 · 1985 · 1986 · 1987 · 1988 · 1989 · 1990 · 1991 · 1992 · 1993 · 1994 · 1995 · 1996 · 1997 · 1998 · 1999 · 2000 · 2001 · 2002 · 2003 · 2004 · 2005 · 2006 · 2007 · 2008-2010 · 2011 · 2012 · 2013 · 2014 · 2015 · 2016 · 2017 · 2018 · 2019 · 2020 · 2021 · 2022 · 2023 · 2024 · 2025